# Pawian masajski
Pawian masajski, pawian zielony, babuin (Papio cynocephalus) – gatunek ssaka naczelnego z podrodziny koczkodanów (Cercopithecinae) w obrębie rodziny koczkodanowatych (Cercopithecidae), zamieszkujący tereny południowej, środkowej i wschodniej Afryki.

## Taksonomia
Gatunek po raz pierwszy zgodnie z zasadami nazewnictwa binominalnego opisał w 1756 roku szwedzki przyrodnik Karol Linneusz nadając mu nazwę Simia cynocephalus. Miejsce typowe według oryginalnego opisu to Afrykę (łac. Habitat in Africa), ograniczone w 1925 roku przez Joela Asapha Allena do głębi lądu od Mombasy, Kenii. Linneusz swój opis oparł na pracach innych autorów. Podgatunek ibeanus formalmnie opisał w 1893 roku angielski zoolog Oldfield Thomas nadając mu nazwę Papio thoth ibeanus. Miejsce typowe to Lamu, Kenia. Holotyp to skóra dorosłego samca (sygnatura BMNH Mammals 1892.10.18.1) ze zbiorów Muzeum Historii Naturalnej w Londynie; okaz zebrał Frederick John Jackson.
P. cynocephalus krzyżuje się z P. anubis, tworząc szeroką klinalną strefę hybrydową; z P. kindae (wcześniej uważanym za podgatunek P. cynocephalus) i z P. ursinus griseipes w Zambii, a nawet z Rungwecebus kipunji w Tanzanii.
Autorzy Illustrated Checklist of the Mammals of the World rozpoznają dwa podgatunki.

### Etymologia
- Papio: fr. papión „pawian”, od hiszp. papion „pawian”; nazwa w nowoczesnej łacinie została zaadaptowana przez Buffona[26].
- cynocephalus: gr. κυων kuōn, κυνος kunos „pies”[27]; -κεφαλος -kephalos „-głowy”, od κεφαλη kephalē „głowa”[28].
- ibeanus: etymologia niejasna, Thomas nie wyjaśnił znaczenia epitetu gatunkowego[11], być może od skrótu IBEAC (ang. Imperial British East Africa Company) dla Brytyjskiej Imperialnej Kompanii Wschodnioafrykańskiej[29] jako że okaz typowy został znaleziony na terenie na których działała Kompania.

## Zasięg występowania
Pawian masajski występuje w zależności od podgatunku:
- P. cynocephalus cynocephalus – pawian masajski – Tanzania, Malawi, wschodnia Zambia (na wschód od rzeki Luangwa) i północny Mozambik.
- P. cynocephalus ibeanus – pawian somalijski – południowo-wschodnia Somalia, wschodnia Kenia (w tym wyspa Manda) i północno-wschodnia Tanzania; być może skrajnie południowo-wschodnia Etiopia, ale północna granica w Somalii jest nieznana.

## Morfologia

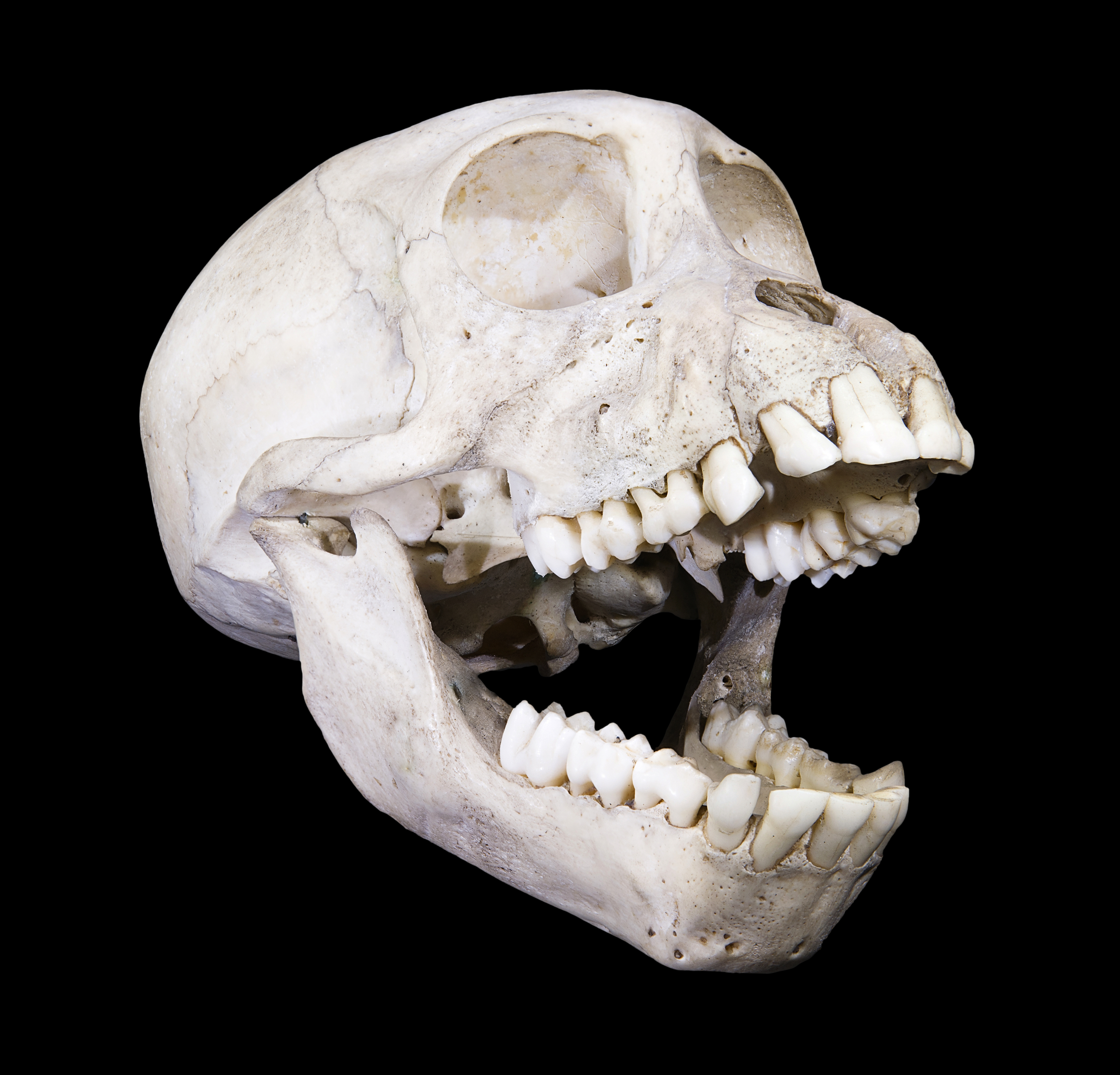
Czaszka młodego osobnika

Długość ciała (bez ogona) samic 51–69 cm, samców 62–85 cm, długość ogona samic 34–57 cm, samców 53–66 cm; masa ciała samic 8–13 kg, samców 20–28 kg. Jest to ssak o sierści barwy szarobrązowej. Część twarzowa pyska nie jest pokryta sierścią. Nos pawiana jest ciemny i wąski, kły długie i szerokie. Na palcach kończyn występują płaskie paznokcie, kciuk jest przeciwstawny do innych palców. Ogon długi.

## Ekologia
Pawiany te zamieszkują sawanny, a także tereny górskie, łąki i obrzeża lasów. Do zamieszkania jakiegoś terenu niezbędne są dla nich drzewa, skały i wodopój. Zajmują tereny, na których występują dwie pory roku.
Pawiany żywią się trawami, bulwami i korzonkami i owocami, ślimakami, jaszczurkami, skorpionami i szarańczą. Ich dietę uzupełnia także miód oraz poczwarki i larwy pszczół. Jeśli mają okazję, zjadają ryby, kraby, żaby, mięczaki i rośliny wodne. Nie gardzą też jajami krokodyli i żółwi. W grupie potrafią upolować większą zdobycz, jak np. młode antylopy.
Pawiany zielone są zwierzętami stadnymi. Żyją w grupach liczących 8–200 osobników. Ich terytorium może obejmować od 2 do 4 km². W stadzie istnieje pewna hierarchia. Dominantami w stadzie są najsilniejsze samce. Rzadko dochodzi do walk między nimi. Jeżeli już się odbędą, walka jest bardzo zażarta i może skończyć się śmiercią. Dzień pawiany spędzają na przemarszu 3–4 km swojego terenu. Pokarmu małpy te poszukują głównie rankiem. Gdy stado zaatakuje drapieżnik, małpy uciekają we wszystkich kierunkach, co dezorientuje wroga, później dominujące samce próbują przepędzić napastnika. Gdy temperatura powietrza jest wysoka następuje odpoczynek stada, podczas którego ważnym rytuałem jest wzajemne iskanie się małp. Noc spędzają śpiąc na drzewie, młode w koronach drzew, osobniki dorosłe – na położonych niżej, solidnych gałęziach.
Pawianom masajskim zagrażają takie zwierzęta, jak lew, lampart, szakale, gepard, likaon, hiena i ptaki drapieżne.
Badania C. Packera z Uniwersytetu Minnesota na grupie pawianów z Rezerwatu Gombe sugerowały, że dominujące samice mogą mieć zaburzenia płodności.

## Znaczenie
Przyrost naturalny pawianów ciągle maleje. W niektórych państwach, jak Malawi i Kenia, zwierzęta te są tępione, ponieważ są szkodnikami upraw. Zapomina się jednak, że są one pożyteczne, ponieważ zjadają wiele owadów. W latach 30. XX wieku została przeprowadzona akcja, w czasie której truto pawiany, aby ograniczyć szkody w uprawach. Zabijano je także z powodu smacznego mięsa. Wiele pawianów jest używanych w laboratoriach, jako zwierzęta doświadczalne.
Zwierzęta te są często trzymane w ogrodach zoologicznych.

## Status zagrożenia
W Czerwonej księdze gatunków zagrożonych Międzynarodowej Unii Ochrony Przyrody i Jej Zasobów został zaliczony do kategorii LC (ang. least concern ‘najmniejszej troski’).